# Pseudolycoriella rigua
Pseudolycoriella rigua är en tvåvingeart som först beskrevs av Menzel 1991.  Pseudolycoriella rigua ingår i släktet Pseudolycoriella och familjen sorgmyggor.
Artens utbredningsområde är Albanien. Inga underarter finns listade i Catalogue of Life.